# Karleskopf (Ötztaler Alpen)
De Karleskopf is een 2902 meter hoge berg in de Ötztaler Alpen in het Oostenrijkse Tirol.
De berg ligt in de Weißkam, net ten noorden van de Braunschweiger Hütte. Vanaf deze hut is de top van de berg in een relatief makkelijke wandeltocht in ongeveer een half uur bereikbaar. De berg moet niet worden verward met zijn hogere oostelijke buurtop, de Karleskogel (3106 meter). IJswanden op de flanken van de Karleskopf worden veelvuldig beklommen, met name in december en januari.